# Processi di Dachau
I processi di Dachau si svolsero contro i criminali di guerra catturati dagli Stati Uniti nelle zone liberate in Germania e in Austria, nonché per gli individui accusati di aver commesso crimini di guerra contro cittadini e personale militare statunitense. I processi, tenuti all'interno dell'ex campo di concentramento di Dachau, furono condotti interamente dal personale militare statunitense la cui autorità legale fu conferita dal Judge Advocate General's Corps della Third United States Army. Il campo di Dachau fu istituito il 10 marzo 1933 nella città di Dachau, a nord di Monaco, e fu liberato il 29 aprile 1945.
I processi di Dachau furono tenuti nel campo di concentramento perché il campo stesso aveva le strutture adatte per celebrare i processi, e anche perché molti dei prigionieri furono confinati negli stessi locali dove in precedenza svolsero le loro mansioni. Il procuratore capo del tribunale militare di Dachau fu William Denson, avvocato dell'U.S. Army. Il principale avvocato difensore fu il tenente colonnello Douglas T. Bates Jr., ufficiale di artiglieria e avvocato di Centerville.

## I procedimenti
A differenza dei processi militari internazionali di Norimberga che perseguirono i principali criminali di guerra nazisti sotto la giurisdizione delle quattro potenze alleate di occupazione, i tribunali di Dachau furono tenuti esclusivamente dalle forze armate degli Stati Uniti tra il novembre 1945 e l'agosto 1948. Il procedimento fu simile ai 12 processi secondari di Norimberga del 1946, anch'essi condotti esclusivamente dagli Stati Uniti. Tutte le udienze si tennero all'interno del campo di Dachau perché in quel momento fu il più noto dei campi di concentramento nazisti e avrebbe fatto da sfondo per le prove sottolineando la corruzione morale del regime nazista. Gli accusati furono giudicati dal Tribunale militare americano, da una giuria composta di sette uomini, uno dei quali fu esperto di diritto militare internazionale. L'accusa fu diversa dalla maggior parte degli altri processi, in quanto l'onere della prova fu a carico della difesa.
Le accuse da perseguire dall'esercito degli Stati Uniti furono mosse contro i tedeschi in qualità di guardie del campo, contro alcune unità delle SS e contro il personale medico che prese parte ai crimini di guerra contro i cittadini alleati. Il processo a Dachau consistette di 465 processi alle persone appartenenti non solo del campo di Dachau, ma anche del campo di concentramento di Flossenbürg, del complesso di Mauthausen-Gusen, del campo di concentramento di Mittelbau-Dora (nei pressi di Nordhausen), Buchenwald e Mühldorf. il procedimento consisteva in quattro categorie principali di accuse: reati principali del campo, reati secondari del campo, atrocità contro i piloti abbattuti, e poi una categoria generica vertente principalmente sul massacro di Malmédy.
I processi iniziarono nel novembre 1945 e furono aggiornati il mese successivo. Entro il 13 dicembre 1947, quando i processi furono nuovamente aggiornati, furono processati circa 1200 imputati con il 73% di condanne. Durante i quasi tre anni di durata del processo, in totale i tribunali militari americani processarono 1.672 presunti criminali di guerra tedeschi in 489 procedimenti separati: furono condannati 1.416 ex membri del regime nazista; di questi, 297 condannati a morte e 279 condannati all'ergastolo. Tutti i prigionieri condannati furono inviati alla prigione n. 1 per i criminali di guerra a Landsberg am Lech per scontare la pena o per essere impiccati.
Due dei processi più pubblicizzati riguardarono le attività delle forze tedesche durante la Battaglia delle Ardenne alla fine del 1944. Nel processo per il massacro di Malmédy, settantatre membri delle Waffen-SS furono giudicati colpevoli di aver giustiziato sommariamente 84 prigionieri di guerra americani. In un altro processo, l'ex commando tedesco Otto Skorzeny e nove ufficiali della Brigata Panzer 150, furono giudicati non colpevoli di aver violato le regole di guerra contrarie alla Convenzione dell'Aia del 1907 per aver indossato le uniformi militari americane in un'operazione sotto falsa bandiera, l'Operazione Greif.

## I processi
- I processi del campo di Dachau: furono processati 40 ufficiali; 36 imputati furono condannati a morte il 13 dicembre 1945, e di questi 23 furono impiccati il 28 maggio e il 29 maggio 1946, tra cui l'ex comandante Martin Gottfried Weiß e il medico del campo Claus Schilling. Alcuni gruppi più piccoli di ufficiali e di guardie del campo di Dachau furono inclusi in diversi processi successivi da parte del tribunale degli Stati Uniti. Il 21 novembre 1946 fu annunciato che, fino a quella data, 116 imputati di questa categoria furono riconosciuti colpevoli e condannati a pene detentive.
- I processi del campo di Mauthausen: 61 funzionari di questo campo furono processati da un tribunale militare statunitense a Dachau nel marzo/aprile 1946, 58 imputati furono condannati a morte l'11 maggio 1946. Tra i giustiziati anche il comandante delle SS-Totenkopfverbände.
- I processi del campo di Flossenbürg: 52 tra ufficiali e guardie di questo campo furono processati tra il 12 giugno 1946 e il 19 gennaio 1947. Degli imputati, 15 furono condannati a morte e 25 a pene detentive.
- Il processo del campo di Buchenwald: tra aprile e agosto 1947, 31 imputati furono giudicati colpevoli. Di questi 22 furono condannati a morte e 9 alla reclusione.
- Il processo del campo di Mühldorf: il 13 maggio 1947 cinque funzionari furono condannati a morte da un tribunale statunitense per crimini di guerra a Dachau e sette alla reclusione.
- Il processo Dora-Nordhausen: il 7 agosto 1947 furono condannate 15 persone tra guardie SS e kapo (di cui uno è stato giustiziato). Il processo affrontò la questione della responsabilità degli scienziati in forza nella fabbrica missilistica Mittelwerk V-2.[8][9][10]
- Il caso più numeroso, a partire dal 15 novembre 1945, fu il primo processo del campo di concentramento di Dachau: il processo del comandante del campo di concentramento di Dachau, Martin Gottfried Weiß, e altri ufficiali sotto il suo comando.[3] In tutto 40 uomini furono processati, 36 condannati a morte, 28 condanne furono eseguite mentre Peter Betz fu condannato all'ergastolo con lavori forzati, pena commutata dalla pena di morte.[11] I 40 uomini processati rappresentavano i dipartimenti che furono istituiti a Dachau, alcuni dei quali potrebbero non aver avuto legami diretti con i crimini contro i cittadini alleati.[12]

## Condanne a morte
- Richard Drauz: ex funzionario del partito nazista, Kreisleiter di Heilbronn e membro del Reichstag (1933-1945). Condannato a morte l'11 dicembre 1945 per il coinvolgimento nell'esecuzione sommaria di un prigioniero di guerra alleato il 24 marzo 1945. Giustiziato nel carcere di Landsberg il 4 dicembre 1946.
- August Eigruber: Ex SS-Obergruppenführer, Gauleiter (1938-1945) e Reichsstatthalter (1940-1945) di Reichsgau Oberdonau e Landeshauptmann dell'Alta Austria (1938-1940). Condannato a morte il 13 maggio 1946 per il coinvolgimento nell'istituzione e nell'amministrazione del campo di concentramento di Mauthausen-Gusen. Giustiziato nel carcere di Landsberg il 28 maggio 1947.
- Otto Förschner: Ex SS-Sturmbannführer ed ex comandante del campo di concentramento di Mittelbau-Dora (1943-1945) e comandante del campo satellite di Dachau di Kaufering (febbraio-aprile 1945). Condannato a morte il 13 dicembre 1945 per crimini contro l'umanità commessi durante il suo mandato a Kaufering. Giustiziato nel carcere di Landsberg il 28 maggio 1946.
- Friedrich Hildebrandt: Ex SS-Obergruppenführer, Gauleiter di Gau Mecklenburg (1925-1945) e Reichsstatthalter di Mecklenburg (1933-1945). Condannato a morte il 2 aprile 1947 nel processo degli aviatori per violazione delle Convenzioni dell'Aia mediante l'emissione dell'ordine di catturare e sparare agli equipaggi statunitensi paracadutati. Giustiziato nel carcere di Landsberg il 5 novembre 1948.
- Eduard Krebsbach: ex SS-Sturmbannführer e ufficiale medico capo del campo di concentramento di Mauthausen-Gusen (1941-1943). Condannato l'11 maggio 1946 per aver ucciso centinaia di detenuti malati e disabili somministrando iniezioni letali a base di benzene. Giustiziato il 28 maggio 1947.
- Julius Ludolf: Ex SS-Obersturmführer nel sistema dei campi di concentramento di Mauthausen-Gusen (1940-1945). Servì come comandante dei campi satellite di Loibl, Großraming e Melk. Condannato a morte l'11 maggio 1946 e giustiziato nel carcere di Landsberg il 28 maggio 1947.
- Hans Möser: Ex SS-Obersturmführer e comandante del campo di custodia protettiva a Mittelbau-Dora (1944-1945). Condannato a morte il 30 dicembre 1947 per il suo coinvolgimento nelle esecuzioni di detenuti del campo. Giustiziato nel carcere di Landsberg il 26 novembre 1948. Unico imputato dei 19 nel processo Dora a ricevere una condanna a morte.
- Joachim Peiper: Ex SS-Standartenführer e comandante del 1° SS-Panzerregiment/"Kampfgruppe Peiper" durante la Battaglia delle Ardenne. Condannato a morte il 16 luglio 1946 per il suo ruolo nel massacro di Malmédy. La sentenza è stata successivamente commutata in ergastolo, e scontata a seguito di un'indagine condotta dallo United States Senate Committee on Armed Services che concluse che le procedure preliminari improprie utilizzate dalle autorità statunitensi ne avevano ingiustamente influenzato il processo. È uscito di prigione nel dicembre 1956.
- Alexander Piorkowski: Ex SS- Sturmbannführer e comandante del campo di concentramento di Dachau (1940-1942). Giustiziato il 22 ottobre 1948.
- Hermann Pister: Ex SS-Oberführer e comandante del campo di concentramento di Buchenwald (1942-1945). Condannato a morte nell'agosto 1947, morì per cause naturali nel carcere di Landsberg il 28 settembre 1948, prima che la sentenza potesse essere eseguita.
- Claus Schilling: ex specialista medico civile nel campo di concentramento di Dachau (1942-1945). Condannato a morte il 13 dicembre 1945 per il suo coinvolgimento nella sperimentazione medica sui detenuti del campo. Giustiziato il 28 maggio 1946.
- Jürgen Stroop: Ex SS-Gruppenführer. Condannato a morte il 21 marzo 1947 per aver ordinato l'esecuzione sommaria degli aviatori alleati catturati. Successivamente estradato in Polonia per essere processato per il suo ruolo nella liquidazione del ghetto di Varsavia. Condannato a morte dalle autorità polacche il 23 luglio 1951 e giustiziato nella prigione di Mokotów a Varsavia il 6 marzo 1952.
- Erich Wasicky: Ex SS-Hauptsturmführer e ufficiale medico nel sistema dei campi di concentramento di Mauthausen-Gusen (1941-1945). Supervisionò l'istituzione e il funzionamento delle camere a gas nel campo principale di Mauthausen e nel campo satellite di Hartheim. Condannato a morte il 13 maggio 1946 e giustiziato il 28 maggio 1947.
- Martin Gottfried Weiß: Ex SS-Obersturmbannführer del sistema del campo di concentramento di Dachau. Servì due volte come comandante del campo principale di Dachau (1942-1943 e aprile 1945). Comandò anche il campo satellite di Mühldorf (1944-1945). Condannato a morte il 13 dicembre 1945 per le atrocità commesse durante il suo primo comando a Dachau, che inclusero la costruzione iniziale e l'uso della camera a gas del campo e la sperimentazione umana condotta utilizzando i detenuti del campo. Giustiziato nel carcere di Landsberg il 29 maggio 1946.
- Franz Konrad: il "re del ghetto di Varsavia", il 6 marzo 1952 fu giustiziato per impiccagione a Varsavia per aver partecipato alla liquidazione del ghetto di Varsavia.
- Johann Viktor Kirsch: SS-Hauptscharführer responsabile della costruzione e della conduzione dei campi di concentramento di Kaufering, sottocampi del campo di Dachau.
- Fritz Dietrich: ordinò la fucilazione di sette prigionieri di guerra alleati che si erano paracadutati da alcuni aeroplani.

## Assoluzioni
- Georg Johannes Rickhey: ex alto funzionario del Ministero degli armamenti e della produzione bellica del Reich (1942-1945) e direttore dell'impianto di munizioni della Mittelwerk GmbH situato a Mittelbau-Dora (1944-1945), dove ha supervisionato la produzione di armi V. Arrestato dall'esercito degli Stati Uniti nel maggio 1945, fu successivamente portato alla base dell'aeronautica militare di Wright-Patterson a Dayton, in Ohio, e impiegato secondo i termini dell'Operazione Paperclip. Successivamente incriminato dalle autorità statunitensi nell'agosto 1947 per il suo presunto coinvolgimento nei crimini di guerra a Mittelbau-Dora, con l'accusa di sfruttamento del lavoro forzato, di collaborazione con SS e Gestapo, e per la responsabilità delle catastrofiche condizioni di lavoro a Mittelwerk. Assolto per insufficienza di prove il 30 dicembre 1947. Morto 1966.
- Heinrich Schmidt: ex SS-Hauptsturmführer e ufficiale medico nei campi di concentramento di Dachau e Mittelbau-Dora. Incriminato dalle autorità statunitensi nell'agosto 1947 per sospetti crimini di guerra commessi durante il suo servizio come medico capo del sottocampo di Nordhausen di Mittelbau-Dora (marzo-aprile 1945). Assolto per insufficienza di prove il 30 dicembre 1947. Successivamente incriminato dal tribunale distrettuale di Düsseldorf nel novembre 1975 per presunti crimini contro l'umanità commessi durante il suo servizio come ufficiale medico nel campo di concentramento di Majdanek (1942-1943). Ancora una volta assolto per mancanza di prove il 20 marzo 1979, dopo quello che divenne il processo penale più lungo e costoso della storia tedesca. Morto nel 2000.
- Otto Skorzeny: ex SS-Obersturmbannführer e comandante della SS-Panzer Brigade 150 durante la Battaglia delle Ardenne. Incriminato dalle autorità statunitensi nell'agosto 1947 per presunta violazione della Convenzione dell'Aia del 1907 derivante dalla sua guida dell'Operazione Greif, un'operazione sotto falsa bandiera in cui le truppe tedesche si sono infiltrate tra le linee alleate nella foresta delle Ardenne indossando uniformi dell'esercito britannico e americano e utilizzando i veicoli alleati catturati. Assolto da ogni accusa il 9 settembre 1947. Morto 1975.